# Col des Sauvages
Le col des Sauvages se situe à 723 m d'altitude, dans le Massif central, sur la ligne de partage des eaux entre l'océan Atlantique et la mer Méditerranée, dans le département du Rhône.

## Géographie
Sous le col, le tunnel des Sauvages permet le passage de la ligne du Coteau à Saint-Germain-au-Mont-d'Or à une profondeur maximum de 150 m, correspondant au plus long puits d'aération du tunnel.

## Randonnée
Le sentier de grande randonnée 7, reliant le ballon d'Alsace à l'Andorre, passe au col.